# توماس کرول
توماس کرول (هلندی: Thomas Krol؛ زادهٔ ۱۶ اوت ۱۹۹۲) اسکیت‌باز سرعت اهل هلند است.